# Jomda
Jomda lub Jiangda (tyb.  འཇོ་མདའ་རྫོང་, Wylie: jo mda' rdzong, ZWPY: Jomda Zong; chiń. upr. 江达县; pinyin Jiāngdá Xiàn) – powiat we wschodniej części  Tybetańskiego Regionu Autonomicznego, w prefekturze Qamdo. W 1999 roku powiat liczył 62 485 mieszkańców.